# Coroza

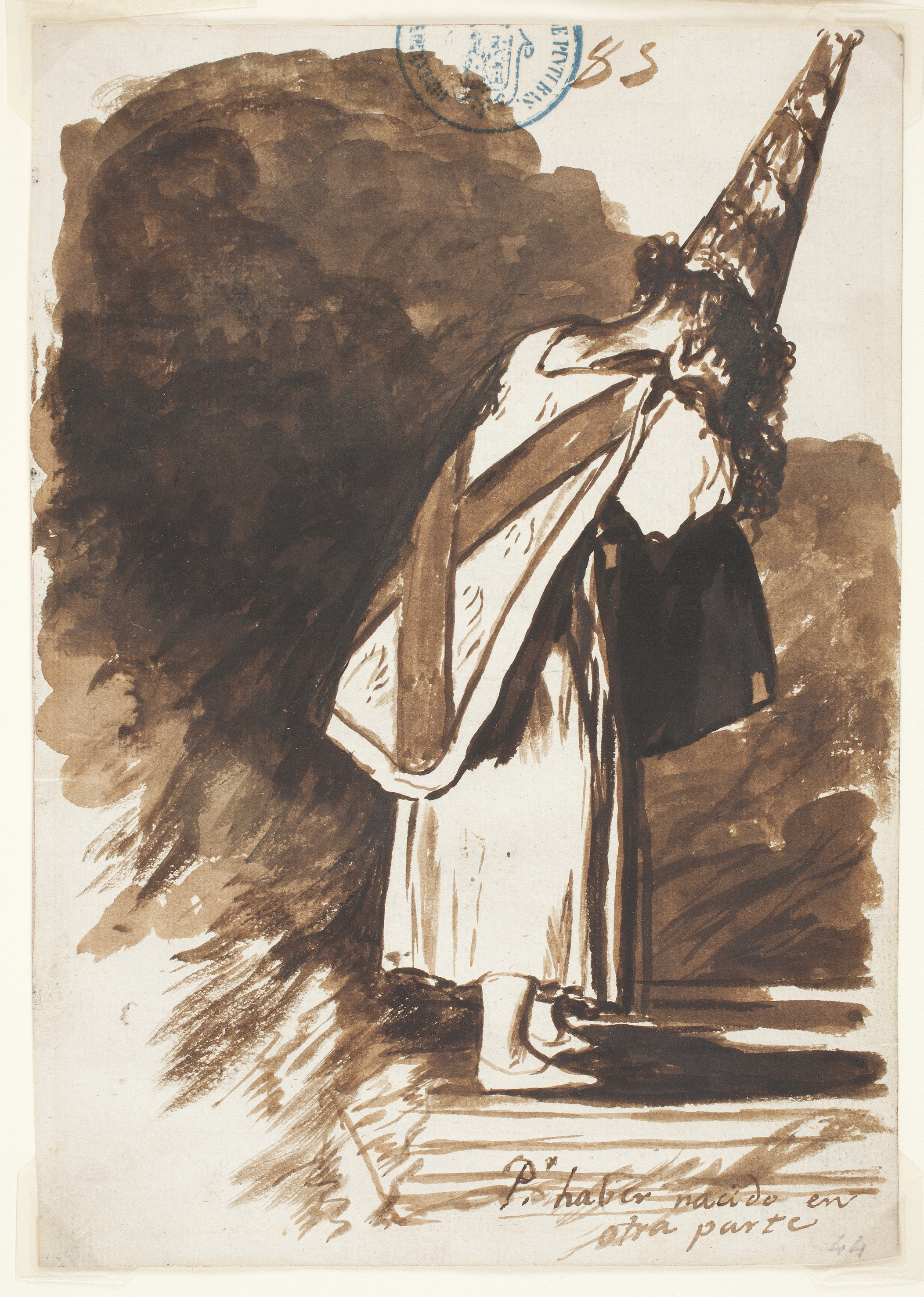
Pour être né quelque part ailleurs, Goya, 1810

La coroza (ou caroche) est un couvre-chef de papier ou de carton peint, conique, que portaient les condamnés des Inquisitions espagnole et portugaise en complément du sambenito. Lors des autodafés, ces deux éléments vestimentaires, symboles d'infamie, servaient à signaler au condamné et au public, qu'il avait attenté à Dieu et à son Église.

## Histoire

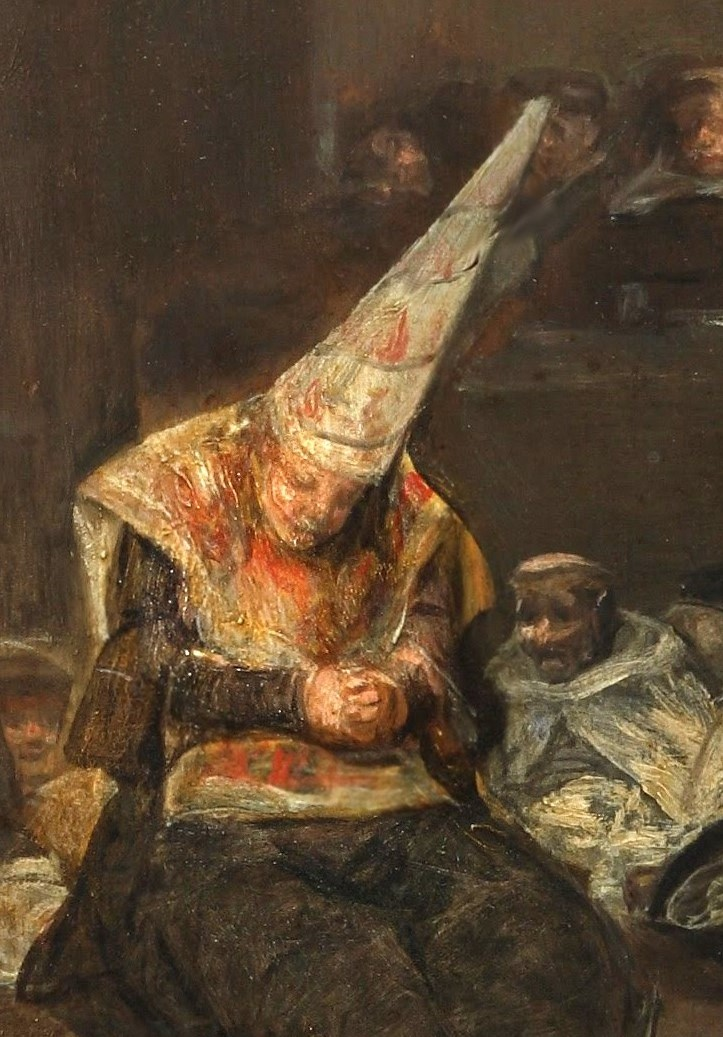
Pénitent vêtu d'un sambenito et chapeauté d'un coroza devant lInquisitión, Goya, 1812-19

Les corozas, comme les sambenitos, variaient selon le crime et la peine. Le condamné à mort (rendu au bras séculier) portait un coroza rouge avec un sambenito noir sur lequel étaient dessinés des flammes et parfois des démons, des dragons ou des serpents, des signes de l'Enfer qu'il allait rejoindre.  
Le « réconcilié » avec l'Église catholique qui avait reconnu son « hérésie » et s'était repenti, portait un coroza semblable au sambenito, c'est-à-dire jaune avec deux croix diagonales peintes ou deux croix de St-André, avec des flammes pointant vers le bas, qui symbolisaient le fait qu'il avait échappé au feu. Celui qui était condamné à la flagellation portait une corde avec un nœud au cou, indiquant les centaines de coups de fouet qu'il allait recevoir. 
L'Église de l'Inquisition estimait qu'il fallait perpétuer le souvenir de cette infamie sur les familles et les descendants des pénitents comme des condamnés. 

### Tribunal de Valence
Au tribunal de Valence, entre 1566 et 1700, où 70 % des cas traités concernent les morisques, 946 durent porter le coroza souvent assorti soit d'un cierge (vela), soit d'une corde (soga) au cou, soit d'un bâillon métallique (mordaza), soit de plusieurs de ces éléments, lors d'expositions publiques

## Galerie

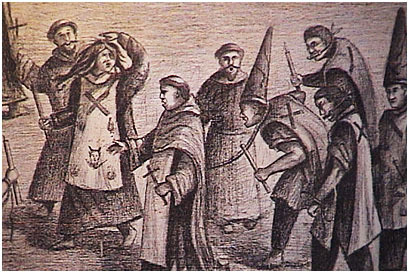
Condamnés par l'Inquisition de Lima (Pérou), dont un seul porte la panoplie : coroza, sambenito, corde au cou et cierge, et d'autres le bâillon
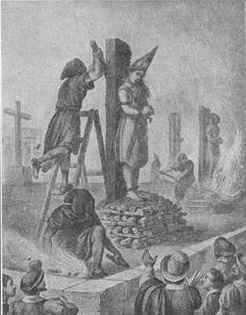
Exécution de la marrane Francisca de Carvajal (es) pour judaïsme, à Mexico en 1596
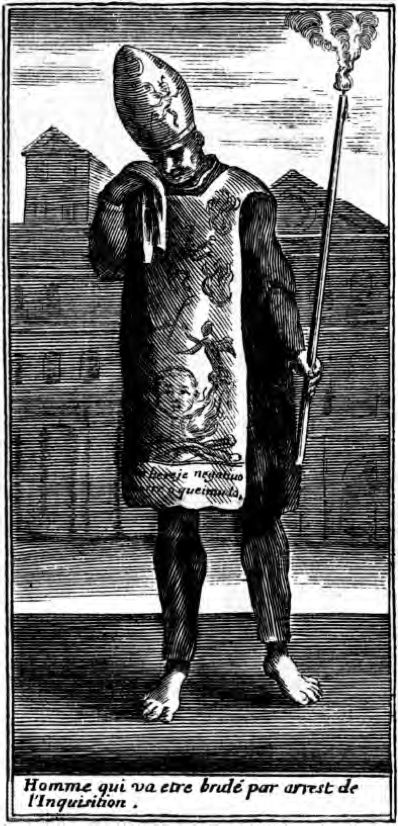
Condamné à être brûlé par l'Inquisition à Goa (Inde), 1687 - Illustration reprise dans le Candide de Voltaire
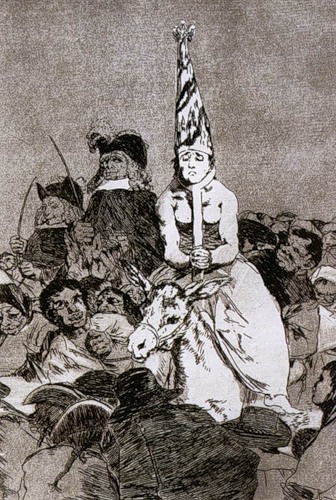
Condamnée par l'Inquisition espagnole, obligée d'affronter la vindicte populaire, portant un coroza où sont peintes des flammes, ce qui indique qu'elle sera brûlée, Goya, 1797-98
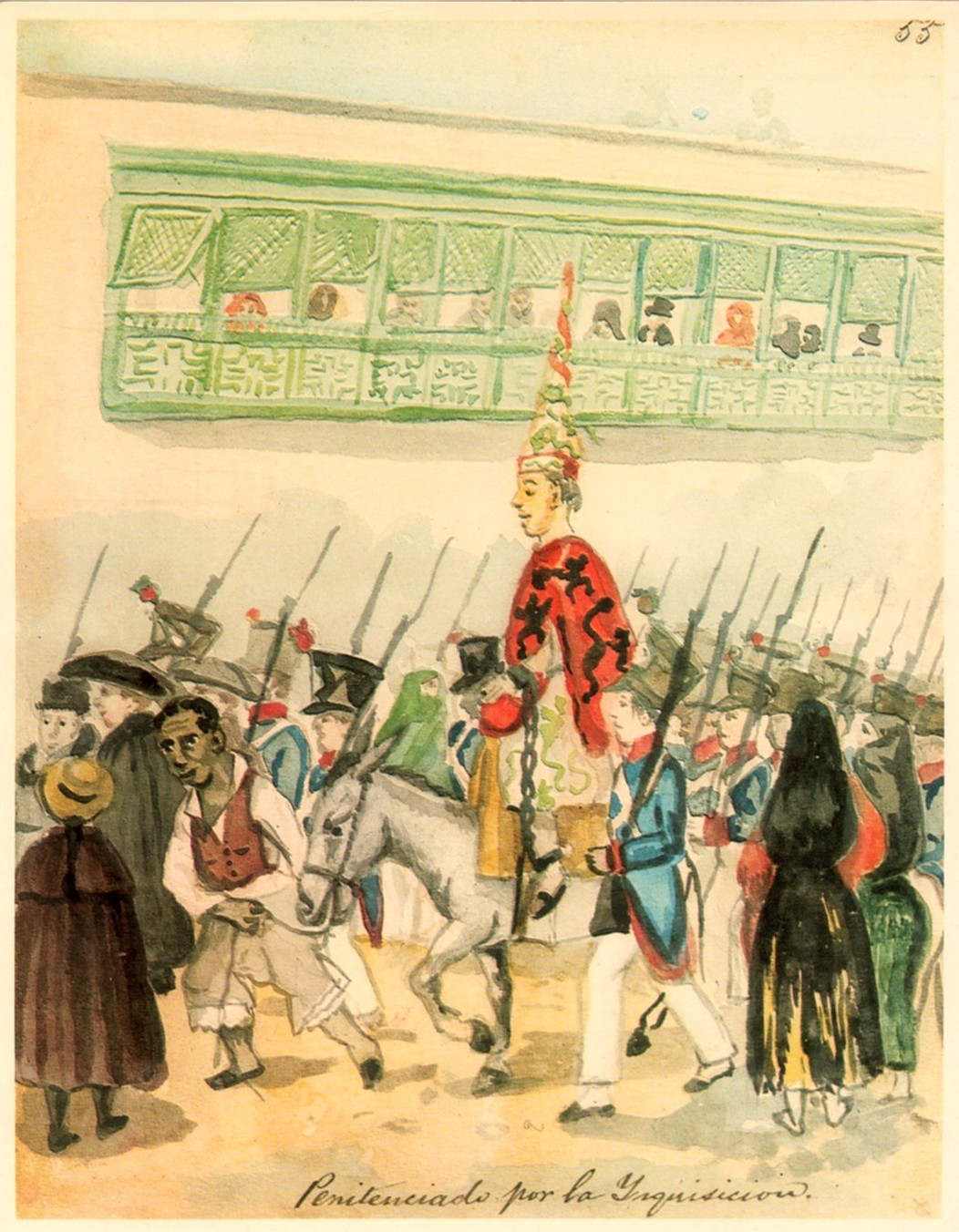
Pénitent de l'Inquisition, aquarelle de Pancho Fierro, v. 1800
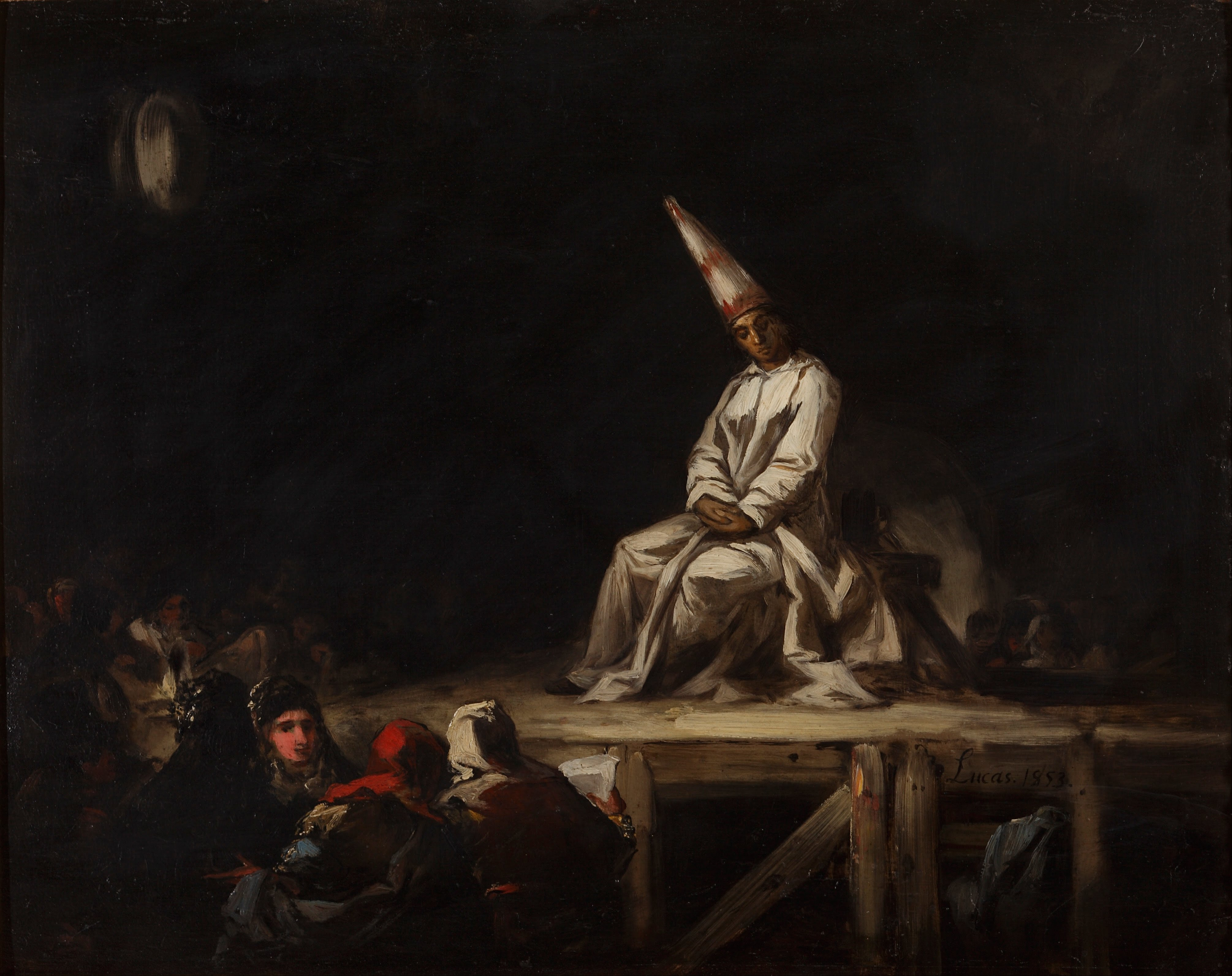
Auto-da-fé, E. L. Velasquez, 1853
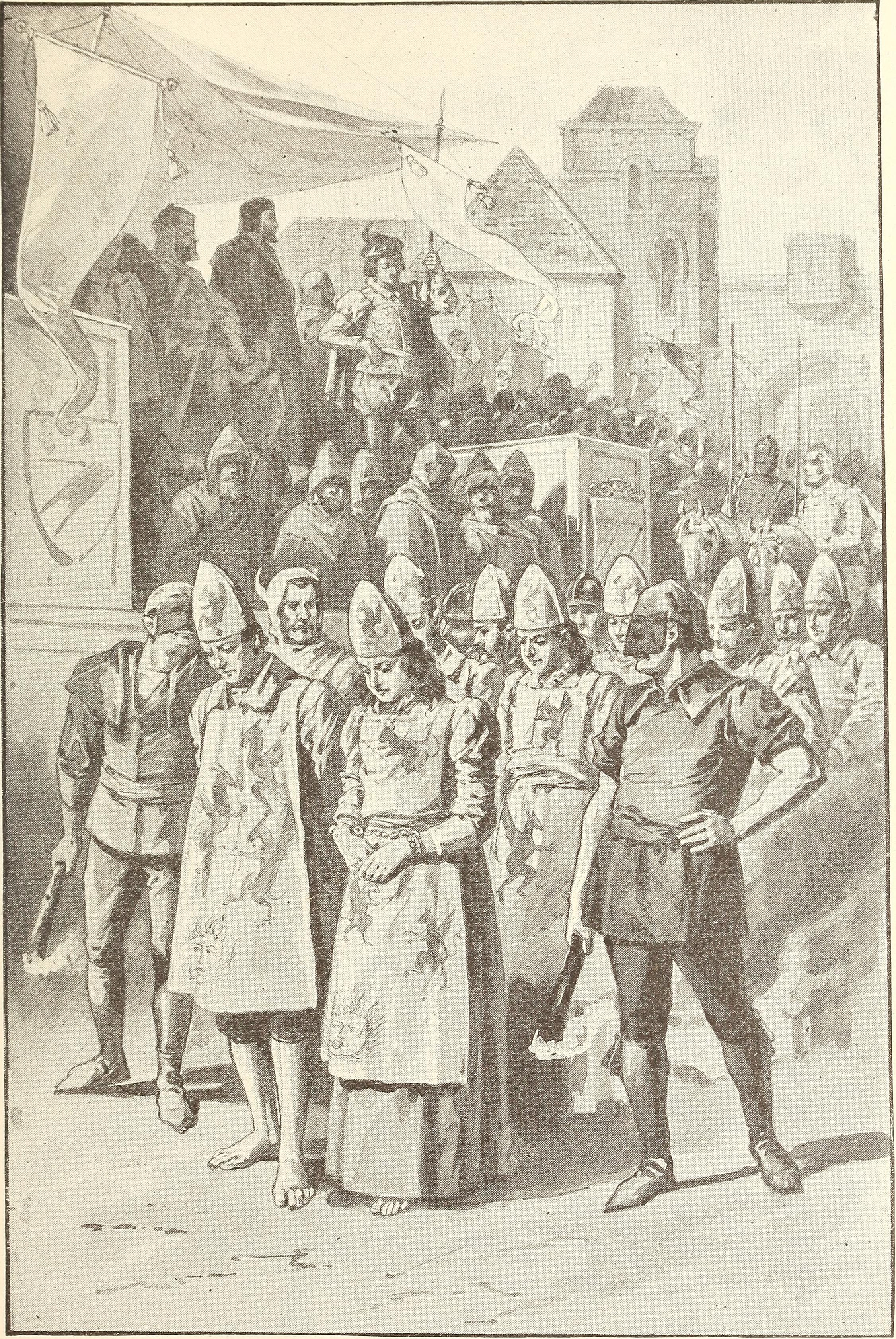
Hérétiques chrétiens (luthériens), gravure de 1895

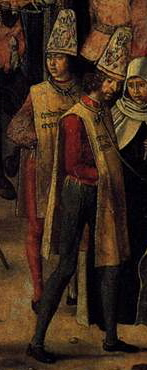
Autodafé présidé par l'inquisiteur St-Dominique de Guzman, 1493-99